# Leucogoniella californica
Leucogoniella californica är en fjärilsart som beskrevs av Hartford Hammond Keifer 1930. Leucogoniella californica ingår i släktet Leucogoniella och familjen stävmalar. Inga underarter finns listade i Catalogue of Life.